# Banesto (equipa ciclista)
Banesto foi uma equipa profissional ciclista espanhola fundada em 1980 inicialmente denominada Reynolds com o patrocínio da empresa de alumínios e dirigida por José Miguel Echavarri e Eusebio Unzué. Em 1989 mudo o seu nome e passou a ser patrocinada pelo banco espanhol Banesto, que deixou de patrocinar a equipa no final de 2003.
Na temporada de 2004, a equipa de Echavarri e Unzué encontrou no Governo das Ilhas Baleares um novo patrocinador, o que deu continuidade à equipa baixa a denominação de Illes Balears-Banesto e Illes Balears-Santander no estrangeiro.
Na temporada de 2005, Banesto-Santander retirou-se definitivamente do patrocínio da esquadra ciclista. Aquela equipa, uma das estruturas mais veteranas do pelotão internacional, teve como herdeiros a Caisse d'Epargne (2006-2010) e ao actual Movistar Team.

## História

### Reynolds (1980-1989)
A equipa profissional nasceu no ano 1980 com o patrocínio da empresa navarra de alumínios INASA (Indústria Navarra do Alumínio, S.A.), que um ano antes tinha feito entrada no mundo do ciclismo ao patrocinar uma equipa de aficionados com a direcção de José Miguel Echavarri, alma mater desta equipa. O seu principal chefe de fileiras foi Perico Delgado, graças ao qual se conseguiram os maiores sucessos com as suas vitórias no Tour de 1988 e a Volta de 1989. Outros dos seus corredores mais destacados, tanto pelas suas vitórias como pela sua trajectória, foram Ángel Arroyo, José Luis Laguía e Julián Gorospe.

### Banesto (1990-2003)
Em 1989 entrou no patrocínio o Banco Banesto copatrocinando à equipa desde o Tour de France desse ano, que finalmente ficou com toda a equipa em 1990 passando a sede da equipa a Madri. O caminho desta equipa sempre estará unida a Miguel Indurain, com os cinco tours consecutivos que ganhou entre 1991 e 1995 e os dois giros em 1992 e 1993.
Nos anos 1992 e 1993 conseguiu ser a melhor equipa no ranking UCI.
Depois da retirada de Indurain ao finalizar a temporada de 1996, Abraham Olano e o "Chava" Jiménez foram os principais estandartes da equipa, conseguindo como maior sucesso a Volta de 1998, na que foram 1º e 3º respectivamente.

## Palmarés
Para anos anteriores, veja-se Palmarés da Reynolds

## Elenco
Para anos anteriores, veja-se Elencos da Reynolds